# Dasychira polyploca
Dasychira polyploca är en fjärilsart som beskrevs av Collenette 1961. Dasychira polyploca ingår i släktet Dasychira och familjen tofsspinnare. Inga underarter finns listade i Catalogue of Life.